# اضطرابات القدس 1947

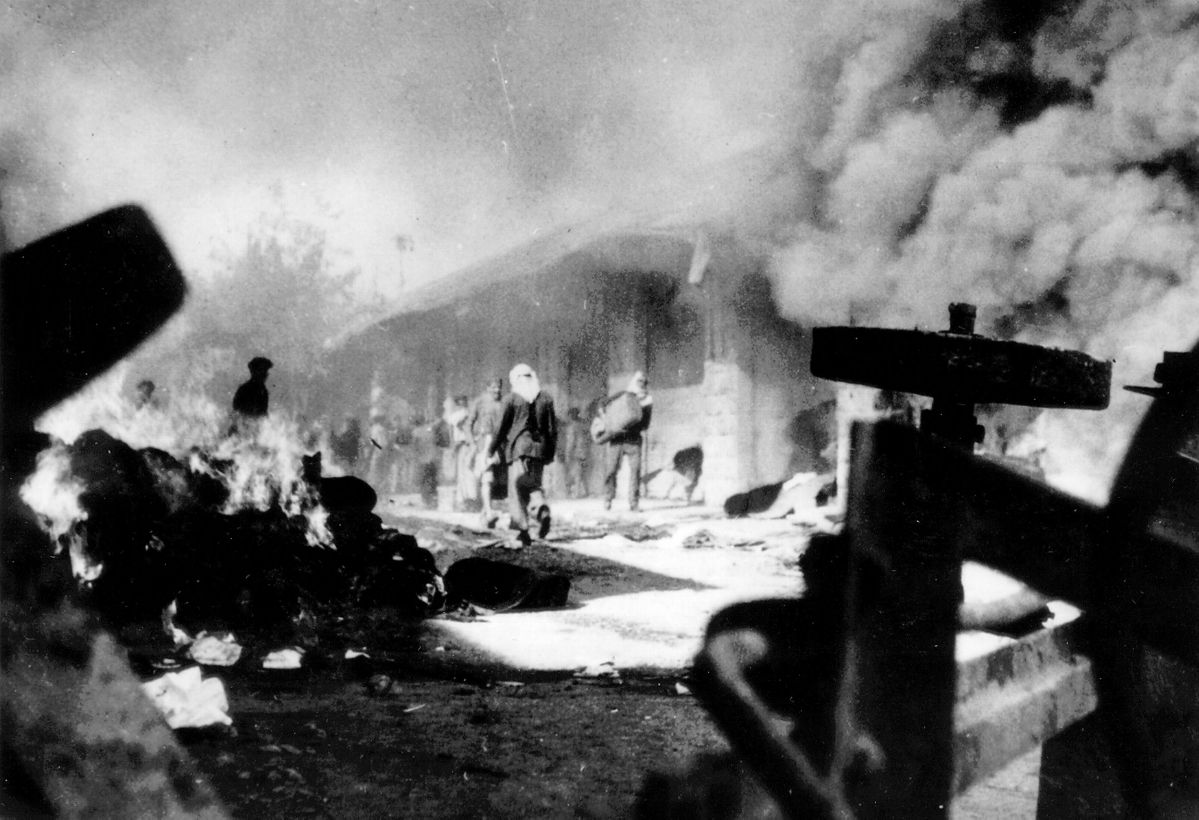

اضطرابات القدس 1947 هي اضطرابات وقعت في أعقاب التصويت على قرار الجمعية العامة للأمم المتحدة الخاص بتقسيم فلسطين في 29 نوفمبر 1947.

## الأحداث
أعلنت اللجنة العربية العليا إضرابا لمدة ثلاثة أيام يبدأ في 2 ديسمبر 1947 اعتراضا على قرار التقسيم.
بدأت مسيرة من ميدان صهيون في 2 ديسمبر وأوقفها البريطانيون، فحول العرب طريقهم باتجاه المركز التجاري للمدينة عند ماميلا وشارع يافا، وقاموا بحرق المباني والمحلات، واستمرت أحداث العنف لأكثر من يومين، وقاموا بمهاجمة عدد من الأحياء اليهودية وذلك تعبيرا عن غضبهم وسخطهم على القرار الذي يقسم وطنهم ويشتتهم ويسلب منهم أرضهم ويعطيها لمن لا يملكها ولا يستحقها ويجردهم من حقهم في تقرير المصير.
اتخذت عصابة الهاجاناه هذه المظاهرة ذريعة لسلسلة من العمليات الارهابية بحجة استخدام القوة «لايقاف هجمات مستقبلية على اليهود». وشنت عصابة الإرجون هجمات ارهابية على السكان في القرى العربية القريبة وحملات قصف ضد المدنيين العرب.
في 12 ديسمبر زرعت عصابة الإرجون قنبلة في باب دمشق أسفر عن انفجارها مقتل 20 شخص.